# NGC 3891
NGC 3891 في الفهرس العام الجديد، هي مجرة، تقع في كوكبة الدب الأكبر. اكتشفت في 3 فبراير 1788 بواسطة ويليام هيرشل.

## روابط خارجية
- NGC 3891 على موقع ويكي سكاي: DSS2, SDSS, GALEX, IRAS, Hydrogen α, X-Ray, Astrophoto, Sky Map, Articles and images